# Стасюк, Зоя Леонтьевна
Зоя Леонтьевна Стасюк (укр. Зоя Леонтіївна Стасюк; 15 апреля 1925, Киев — 24 декабря 2014, там же) — советская баскетболистка и баскетбольный тренер. Заслуженный мастер спорта СССР (1952). Судья всесоюзной категории (1964).

## Биография
Спортивную карьеру провела в составе кировоградского «Спартака» и киевского « Динамо». В составе киевлянок стала чемпионкой (1949) и вице-чемпионкой (1950) СССР. Обладательница Кубка СССР 1950 и 1951 года. Шесть раз становилась чемпионкой Украинской ССР.
Привлекалась в сборную СССР, в составе которой дважды (1950, 1952) стала чемпионкой Европы.
Окончила Киевский государственный институт физической культуры. По окончании игровой карьеры работала тренером в ДЮСШ № 3 Киева. Самая известная воспитанница — Елена Вергун.